# 前708年
| 千纪： | 前1千纪 |
| 世纪： | 前9世纪 \| 前8世纪 \| 前7世纪 |
| 年代： | 前730年代 \| 前720年代 \| 前710年代 \| 前700年代 \| 前690年代 \| 前680年代 \| 前670年代 |
| 年份： | 前713年 \| 前712年 \| 前711年 \| 前710年 \| 前709年 \| 前708年 \| 前707年 \| 前706年 \| 前705年 \| 前704年 \| 前703年 |
| 纪年： | 辛未年（雞年）；周桓王林十二年；鲁桓公允四年；齐僖公禄父二十三年；晋小子侯元年；曲沃武公称八年；卫宣公晋十一年；蔡桓侯封人七年；郑庄公寤生三十六年；曹桓公终生四十九年；燕宣侯三年；陈桓公鲍三十七年；杞武公四十三年；宋庄公冯二年；秦宁公八年；楚武王熊通三十三年 |

## 大事记
曲沃武公殺死國君晉哀侯。秦國一開始進攻芮國（陝西大荔東南），結果戰敗。後來東周、秦國又組成聯軍包圍魏國，芮伯萬被俘虜並被送往秦國。